# Zsellérke-íveltmoly
A zsellérke-íveltmoly (Ochromolopis ictella) a valódi lepkék (Glossata) közé sorolt íveltszárnyú molyfélék (Epermeniidae) családjának egyik, Magyarországon is élő faja.

## Elterjedése, élőhelye
Közép-Európában, Dél-Európában és Kis-Ázsiában honos  faj. Hazánkban az Alföldön és a
középhegységekben is megtalálható.

## Megjelenése
Szárnyai narancssárga-kávébarna mintásak. Szárnyának fesztávolsága 11–13 mm.

## Életmódja
Évente egy nemzedéke kel ki; a rajzás május–júniusra esik. A hernyó tápnövényei a szantálfafélékhez (Santalaceae) tartozó lágyszárú növények, kiváltképp a zsellérke (Thesium) fajok. A gazdanövényen szövedékben él.

## Külső hivatkozások
- Mészáros Zoltán – Szabóky Csaba: A magyarországi molylepkék gyakorlati albuma. Budapest: Agroinform. 2005.  arch Hozzáférés: 2018. április 6. (PDF)